# Hiei
Hiei (比叡山 hiei-zan?) este un munte situat pe insula Honshu (insula principală din arhipelagul Japoniei). Este aflat la hotarul a două prefecturi -- Kyoto și Shiga. De la sfârșitul secolului VII și până în prezent muntele Hiei este unul dintre centrele religioase ale Japoniei.

## Scurt istoric
În anul 788 (al șaptelea an al erei Enryaku, conform calendarului japonez) călugărul budist Saichō a fondat mănăstirea Enryaku-ji, care mai târziu a devenit prima mănăstire și sediul  școlii Tendai.

## Galerie

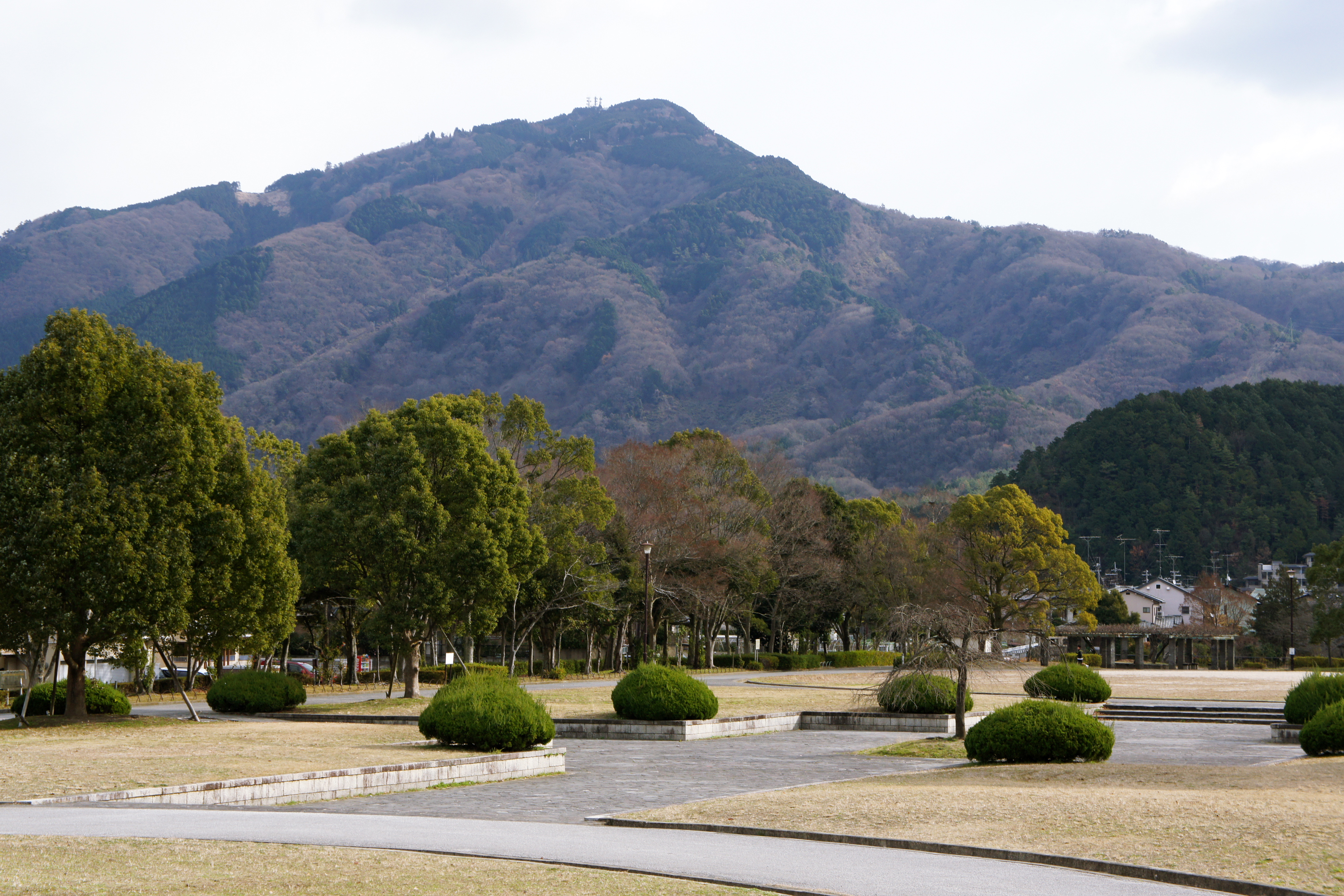
Muntele Hiei privit din orașul Kyoto
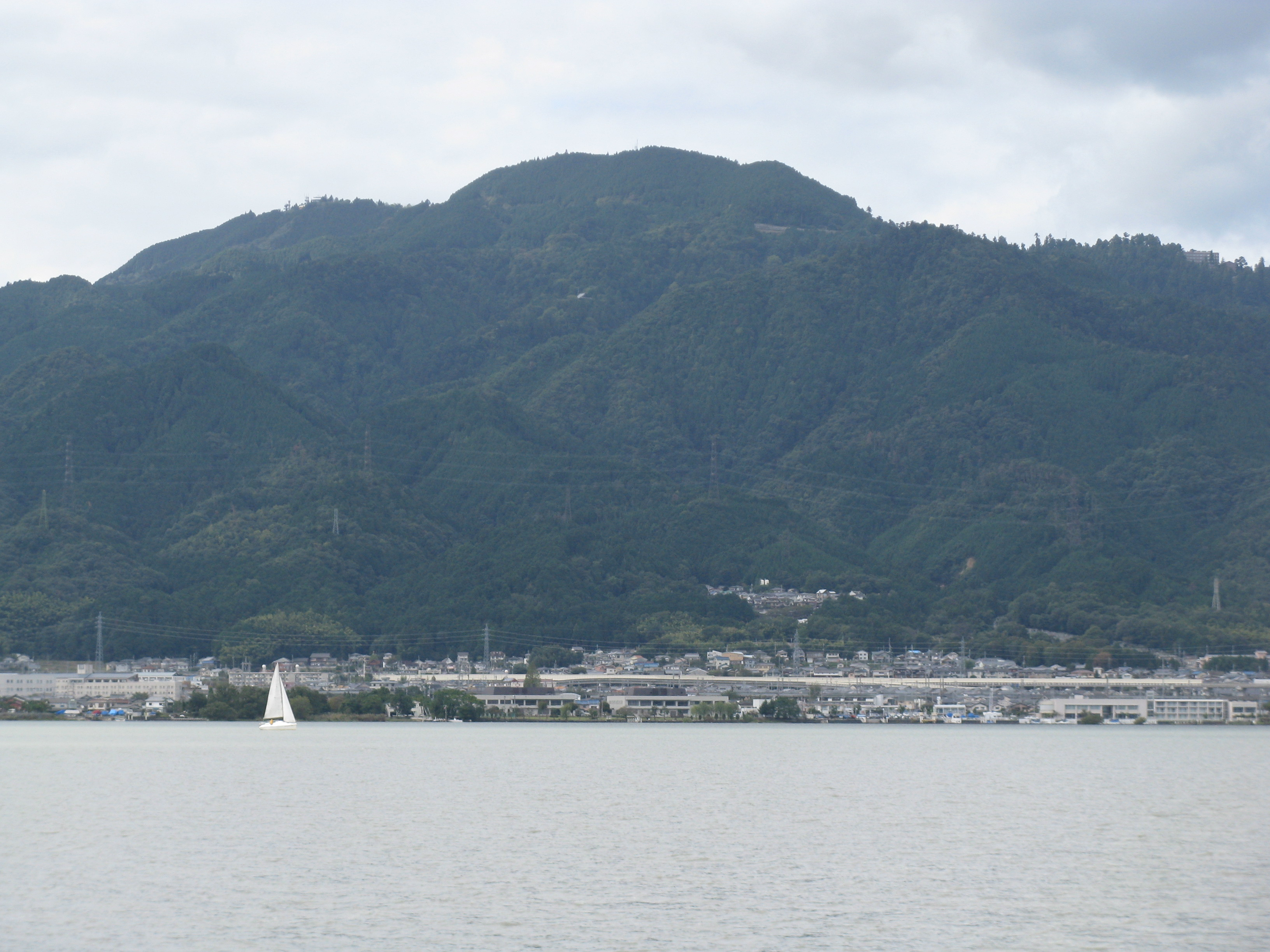
Muntele Hiei şi lacul Biwa
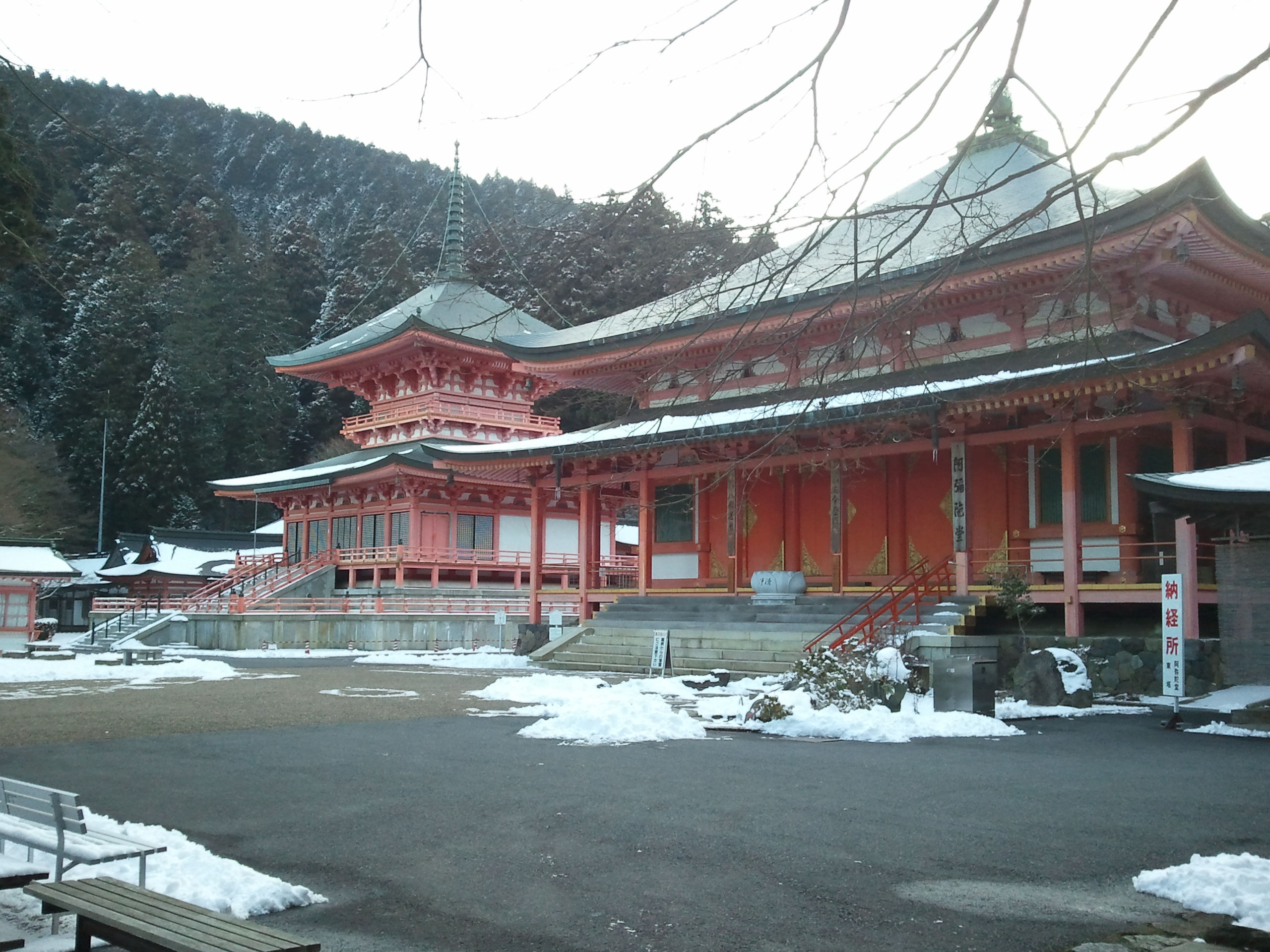
Templul Enryaku-ji, aflat pe vârful muntelui
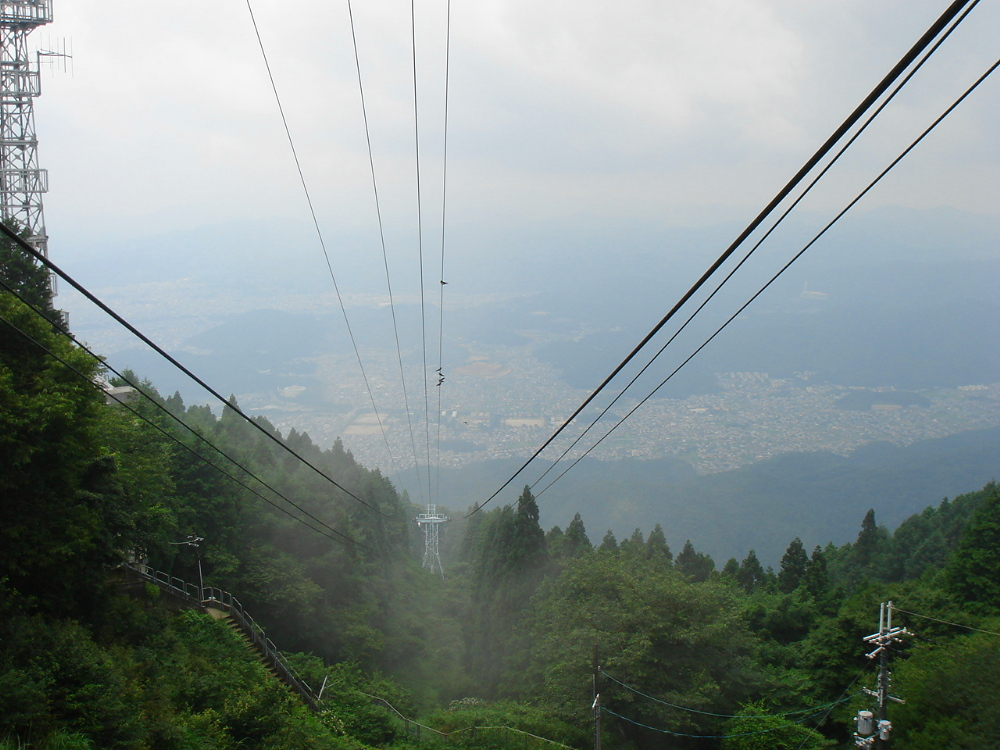
Oraşul Kyoto privit de pe vârful muntelui